# Real Maestranza di Cavalleria di Siviglia
La Real Maestranza de Caballería de Sevilla (inglese: Royal Cavalry Armory of Seville), è una Maestranza di cavalleria spagnola o ordine cavalleresco creato nel 1670 dai resti della precedente Cofradía de San Hermenegildo (o Hermandad Caballeresca).
È stata creata sotto il patrocinio della santa patrona, Nostra Signora del Rosario, e il suo scopo originale era quello di addestrare i nobili all'uso delle armi e all'equitazione da guerra per servire meglio la Corona spagnola.
Serviva anche per addestrare gli ufficiali dell'esercito. Dieci anni dopo, ha redatto e ratificato il proprio statuto e ha subito successive riforme nel 1732, 1793, 1913, 1966 e infine nel 1978.
Fu la prima delle maestranzas de caballería a ottenere il privilegio di essere guidata da un membro della monarchia spagnola, nel 1730. L'ordine è stato guidato dai seguenti membri della famiglia reale spagnola come Hermanos Mayores (letteralmente "fratelli maggiori").